# SKYWARD
『SKYWARD』（スカイワード）は、日本の大手航空会社、日本航空（JAL）と、そのグループ会社の機内誌である。
発行はJALグループの「JALブランドコミュニケーション」が行っている。

## 概要
2002年10月2日に日本航空（JAL）と日本エアシステム（JAS）の経営が統合されたことに伴い、2003年4月1日に両社の機内誌である「winds（ウィンズ）」と「ARCAS（アルカス）」を一本化する形で誕生した。
JALおよびグループ各社の就航地を中心とした都市の特集記事の他、複数の連載記事や就航地の地図、交通情報やグループ各社のサービス告知などが掲載されている。
JALグループ各社、JALとコードシェア（共同運航）を行っているフジドリームエアラインズ（FDA）の機内に搭載されており、国内線版と国際線版の2種類が発行されている。2018年4月号から、記事内容が変更となり、国際線版に加え、国内線版にも日本語と外国語（英語・中国語）（30-40ページ）の記事が掲載されるようになった。国際線版は日本語と外国語（英語・中国語）の両表紙となっていたが、2022年5月号から、表紙が国内線版のものに統一され、国際線版単独の表紙が消滅した。
なお、JALグループ各社およびFDAが運航するコードシェア便の機内に設置されているものは無料で持ち帰ることもできる。また、定期購読・バックナンバーの購入も可能である。

## 歴史
1951年8月1日に戦後初の民間航空会社として設立されたJALは、1961年に国内線の機内誌として「JET TRAVEL」を、1976年には国際線の機内誌として「Garden Jet」をそれぞれ創刊。1979年には両誌を統合して「winds」が創刊された。
一方、1971年5月15日に日本国内航空と東亜航空が合併して発足したJASは、1988年7月に初の国際定期便、東京/成田 - ソウル/金浦線の就航に合わせ「ARCAS」（創刊号は1988年7-8月号）を創刊した。
その後、2002年10月2日にJALとJASの経営が統合されると、翌2003年に両社の機内誌も統合され、「SKYWARD」（創刊号は2003年4月号）となった。

## データ
- 発行元：JALブランドコミュニケーション
- 月刊（毎月1日発売）
- 価格：国内線版554円、国際線版857円
- 月間閲読可能数：国内線版約320万人、国際線版約91万人

## グループ他社の機内誌
JALグループの他社のいくつかは独自の機内誌を発行している。
- 日本トランスオーシャン航空（JTA） - 「Coralway（コーラルウェイ）」（隔月）
- 日本エアコミューター（JAC）- 「JAC NOW「ゆいタイム」」（2016年より隔月発行）[1]
- 北海道エアシステム（HAC）- 「HAC MAGAZINE（ハックマガジン）」

### かつて発行されていたグループ他社の機内誌
- JALエクスプレス（JEX） - 「JEXレター」（季刊） - 同社が2014年10月にJALに吸収合併されたため廃刊。
- 日本アジア航空（JAA） - 「Asia Echo（アジアエコー）」 - 同社が2008年4月にJALに吸収合併されたため廃刊。

## 問題となった記事・エッセイ
小説家・浅田次郎が、本誌で連載しているエッセイ「つばさよつばさ」で、2009年12月号に函館朝市の店からの電話で注文したカニについて、個人情報が流出し、「宅配詐欺」被害に遭ったとする内容を寄稿した。これを知った函館朝市協同組合連合会は調査を実施し、浅田の家族が朝市の実在する店からの電話を受け注文しており、詐欺ではなく、個人情報の流出もなかったことを確認。浅田に連絡したところ、謝罪したという。また、浅田は脚色を加えたこと認めている。